# Биверкрик (Орегон)
Биверкрик (енгл. Beavercreek) насељено је место без административног статуса у америчкој савезној држави Орегон.

## Демографија
По попису из 2010. године број становника је 4.485.
| Група             | 2000.    | 2010.         |
| Белци             | 0 (0,0%) | 4.116 (91,8%) |
| Афроамериканци    | 0 (0,0%) | 26 (0,6%)     |
| Азијати           | 0 (0,0%) | 37 (0,8%)     |
| Хиспаноамериканци | 0 (0,0%) | 129 (2,9%)    |
| Укупно            | 0        | 4.485         |